# Seoul Searching
Seoul Searching is een Amerikaans-Zuid-Koreaanse film uit 2015, geschreven en geregisseerd door Benson Lee en gebaseerd op de ervaringen van de regisseur zelf op een van de zomerkampen in Seoel in 1986. De film ging in wereldpremière op 30 januari op het Sundance Film Festival.

## Verhaal
In de jaren 1980 creëerde de Zuid-Koreaanse regering zomerkampen, speciaal voor de in het buitenland geboren tieners, genaamd "gyopo". Zo konden deze hun zomer doorbrengen in Seoel om meer te leren over hun vaderland. Hoewel de bedoelingen van de kampen eervol waren, waren de activiteiten van de tieners het tegenovergestelde. Het programma werd uiteindelijk afgelast omdat de overheid geen vat op de jongeren kreeg.

## Rolverdeling
| Acteur      | Personage  |
| ----------- | ---------- |
| Justin Chon | Sid Park   |
| Jessika Van | Grace Park |
| In-pyo Cha  | Mr. Kim    |
| Teo Yoo     | Klaus Kim  |
| Esteban Ahn | Sergio Kim |
| Byul Kang   | Sue-Jin    |